# East Nippon Expressway Company

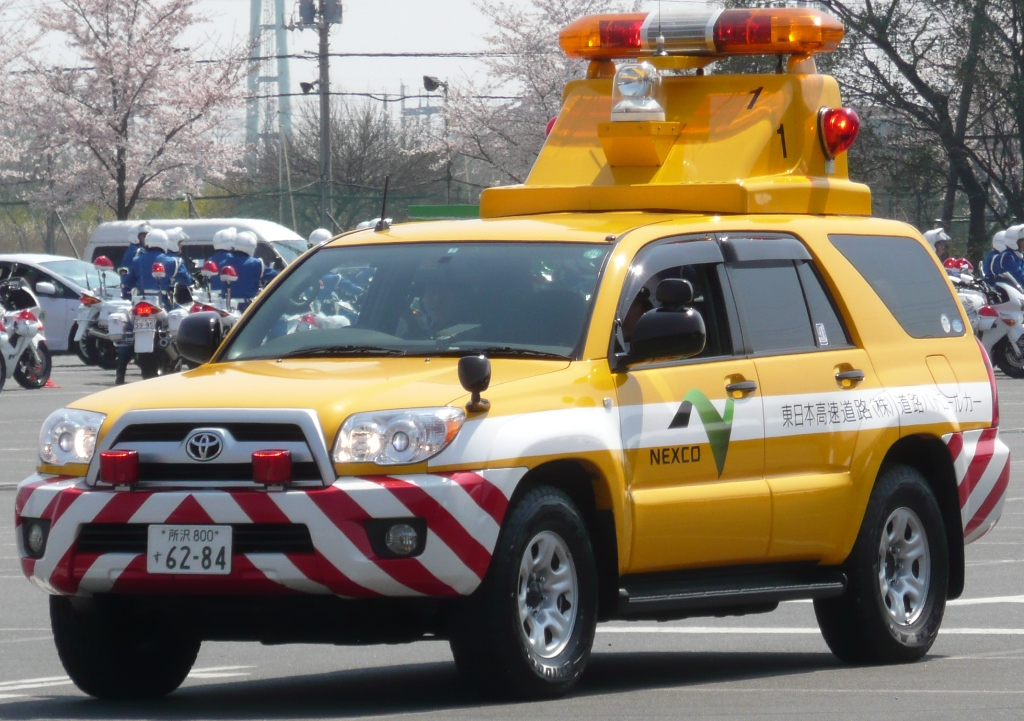
Patrouilleauto van NEXCO East Japan.

De East Nippon Expressway Company  (東日本高速道路株式会社, Higashi Nippon Kōsoku-dōro Kabushiki Gaisha), afgekort als NEXCO East Japan (NEXCO東日本, NEXCO Higashi Nippon), is een van de beheerders van de Japanse autosnelwegen en tolwegen. Het hoofdkwartier van het bedrijf bevindt zich in Kasumigaseki, Chiyoda, Tokio.
NEXCO East-Japan ontstond toen eigenaar en uitbater van al de autosnelwegen de Openbare maatschappij voor de Japanse snelwegen (日本道路公団, Nihon Dōro Kōdan) op 1 oktober 2005 werd opgesplitst in verschillende maatschappijen. De autosnelwegen die door NEXCO East-Japan worden uitgebaat liggen in de regio's Kantō, Tōhoku en Hokkaidō.